# جورج ميجر
جورج ميجر (بالإنجليزية: George Major)‏ (20 مارس 1851 في المملكة المتحدة - 16 أكتوبر 1921 بملبورن في أستراليا) هو لاعب كريكت أسترالي. لعب مع فريق فكتوريا للكريكت.

## وصلات خارجية
- جورج ميجر على موقع إي آس بي آن كريك إنفو (الإنجليزية)